# Cemre Kendirci
Cemre Kendirci (Kadıköy, 23 de setembre de 2004) és una gimnasta artística turca. Va competir al Campionat d'Europa de gimnàstica artística femenina de 2020 a Mersin.
És estudiant del Suadiye Hacı Mustafa Tarman Anatolian Institut a Istanbul.
Kendirci va guanyar la medalla d'or en l'esdeveniment de volta i la de plata amb les seves companyes d'equip al Campionat del Mediterrani 2019 celebrat a Càller.